# 足立軍用停車場
足立軍用停車場（あだちぐんようていしゃじょう）は、かつて福岡県小倉市にあった、鉄道院小倉裏線の駅（廃駅）である。小倉裏線の廃線に伴い、1916年（大正5年）6月21日に廃駅となった。

## 歴史
- 1904年（明治37年）
  - 2月12日：九州鉄道により開業。
  - 2月20日：兵員輸送が終了したため、閉鎖[1]。
- 1907年（明治40年）7月1日：九州鉄道国有化。
- 1916年（大正5年）6月21日：小倉裏線の廃線に伴い廃止。

## 駅構造
側線13線を有する地上駅であった。

## 隣の駅
鉄道院
小倉裏線
富野信号所 - 足立軍用停車場 - 紫川聯絡所
小倉裏線
足立軍用停車場 - 南篠崎聯絡所